# フランク・エベレスト
フランク・ケンドール・"ピート"・エベレストJr.（Frank Kendall "Pete" Everest Jr.、1920年8月10日-2004年10月1日）はアメリカ合衆国のパイロット、軍人である。アメリカの超音速実験機X-2のテストパイロットを務め、1956年7月23日のX-2の9回目の動力飛行でマッハ2.93の速度記録を達成した。 
1941年からアメリカ陸軍航空隊で訓練を受け、1942年から北アフリカ、イタリア戦線、ビルマ、中国戦線に参加、1945年5月には日本の捕虜になった。
1946年からライト・パターソン空軍基地でテストパイロットになりベルX-1のテスト飛行に参加した。1951年からエドワーズ空軍基地の空軍試験センターでX-1、X-2他の機体のテストをおこなった。X-1ではマッハ2.3を記録し、これはチャック・イェーガーの記録マッハ2.44に次ぐものである。1956年7月23日にX-2の9回目の動力飛行でマッハ2.93を記録し当時の速度記録を更新した。この飛行が最後のテストパイロットの任務であった。その後も軍人としてのキャリアを積み1973年に退役した。
回顧録に『The Fastest Man Alive』(邦訳 『テストパイロット』 朝日ソノラマ 文庫版航空戦史シリーズ (7) 1982年)がある。